# V371 Близнецов
V371 Близнецов (лат. V371 Geminorum), HD 252641 (указанное в каталогах HD 252611 признано ошибочным) — одиночная переменная звезда в созвездии Близнецов на расстоянии (вычисленном из значения параллакса) приблизительно 12 897 световых лет (около 3 954 парсек) от Солнца. Видимая звёздная величина звезды — от +11,6m до +10,5m. Возраст звезды определён как около 179 млн лет.
Открыта Куно Хофмейстером в 1966 году*.

## Характеристики
V371 Близнецов — оранжевый гигант, пульсирующая переменная звезда, классическая цефеида (DCEP) спектрального класса K0. Радиус — около 39,74 солнечных, светимость — около 818,682 солнечных. Эффективная температура — около 4898 К.